# Wilfrid Andrews
Pour les articles homonymes, voir Andrews.
Wilfred Andrews, né le 15 janvier 1892 à Londres et mort le 18 février 1975 dans la même ville, est un ancien président du Royal Automobile Club et le premier président britannique de la Fédération internationale de l'automobile, de 1965 à 1971.

## Biographie
En 1948, en tant que président du RAC, Andrews joua un rôle déterminant lors de la transformation du de l'aérodrome militaire du RAF Silverstone en circuit automobile (devenu le Circuit de Silverstone). Il permit l’organisation sur ce site du Grand Prix automobile de Grande-Bretagne le 2 octobre de la même année. Il s'agit du premier GP, depuis les deux premières éditions en 1926 et 1927.